# شيرلي آن راسيل
شيرلي آن راسيل (بالإنجليزية: Shirley Ann Russell)‏ هي مصممة أزياء تقليدية بريطانية، ولدت في 11 مارس 1935 في لندن في المملكة المتحدة، وتوفي بنفس المكان في 4 مارس 2002 بسبب سرطان.

## وصلات خارجية
- شيرلي آن راسيل على موقع IMDb (الإنجليزية)
- شيرلي آن راسيل على موقع ألو سيني (الفرنسية)
- شيرلي آن راسيل على موقع أول موفي (الإنجليزية)
- شيرلي آن راسيل على موقع قاعدة بيانات الأفلام السويدية (السويدية)
- شيرلي آن راسيل على موقع قاعدة بيانات الفيلم (الإنجليزية)
- شيرلي آن راسيل على موقع كينوبويسك (الروسية)